# Kil (Kragerø)
Kil este o localitate din comuna Kragerø, provincia Telemark, Norvegia, cu o suprafață de 0,83 km² și o populație de 929 locuitori (2013).